# Taoyuan Metro
Die Taoyuan Metro oder amtlich Taoyuan Mass Rapid Transit System (chinesisch 桃園捷運, Pinyin Táoyuán Jiéyùn) ist eine U-Bahn-Linie, die von Taoyuan nach Taipeh in der Republik China (Taiwan) verkehrt. Der erste Abschnitt der Strecke wurde am 2. März 2017 vom Hauptbahnhof Taipeh zum Flughafen Taiwan Taoyuan für den kommerziellen Betrieb eröffnet. Langfristig sollen fünf Linien entstehen.

## Betrieb
Auf der Flughafenlinie verkehren zwei Arten von Zügen: Nahverkehrszüge – Linie Blau (englisch Commuter), auch Pendlerzüge genannt, und Expresszüge – Linie Violett (englisch Express). Damit Passagiere schnell vom Flughafen Taoyuan in die Innenstadt von Taipei hin und zurück kommen, lassen die Expresszüge zahlreiche Stationen aus. Sie halten nur an den Stationen A1 Hauptbahnhof Taipeh, A3 New Taipei Industrial Park, A8 Chang Gung Memorial Hospital, A12 Flughafen-Terminal 1 und A13 Flughafen Terminal 2, der gegenwärtige Endstation der Expresszüge (Stand 2023).
Die Erweiterung der neuen Haltestelle A14 Flughafen Terminal 3 als künftige Endstation der Expresszüge ist bereits in Bau. (Stand 2024)
Die Nahverkehrszüge (Pendlerzüge) der blauen Linie halten auch an jeder anderen Station. Mit der Inbetriebnahme der Haltestelle A22 Laojie River (老街溪) Ende Juli 2023 haben die Pendlerzüge – Linie Blau – der Flughafenlinie eine neue Endstation. (Stand 2024)
Eine Einzelfahrt vom Hauptbahnhof Taipeh zum Flughafen kostet 150 NT$ (Stand 2019) und dauert von A13 Flughafen Terminal 2 zu A1 Hauptbahnhof Taipeh mit Express 39 Minuten, mit dem Nahverkehrszug (Commuter) 52 Minuten.

Veraltete Taoyuan-Airport-MRT-Streckenplan von 2020 – Expresszüge der Linie Violet endet an der Haltestelle A13; die seit Ende Juli 2023 neu eröffnete Endstation A22 Laojie River (老街溪) der Linie Blau fehlt auf der Karte

Linie Taoyuan Airport MRT

## Bau
Der offizielle Baubeginn war am 26. Juni 2006. Der Probebetrieb begann am 2. Februar 2017, am 2. März 2017 wurde die Flughafenstrecke offiziell eröffnet.